# Masons Apron Falls
Die Masons Apron Falls sind ein Wasserfall bislang nicht ermittelter Fallhöhe im zur Region Otago gehörenden Teil der Catlins auf der Südinsel Neuseelands. Er liegt im Lauf des Waipati River. Wenige hundert Meter westlich liegt in einem Zulauf des Waipati River der Wasserfall Brides Veil.